# 崔向群
崔向群（1951年12月—），女，生于重庆万州，籍贯山东博兴，中国天文学家，中国科学院国家天文台南京天文光学技术研究所研究员。

## 生平
生于重庆万州，籍贯山东博兴。1975年毕业于南京理工大学光学仪器专业，1982年、1995年先后获中国科学院紫金山天文台硕士、博士学位。2018年1月，当选第十三届全国政协委员。